# Mariana Fabbiani
Mariana Paula Fabbiani Martínez (sinh ngày 8 tháng 1 năm 1975) là một người dẫn chương trình đài phát thanh và truyền hình, kiêm người mẫu người Argentina.

## Nghề nghiệp
Mariana Fabbiani bắt đầu sự nghiệp với tư cách là một người mẫu quảng cáo tại quê hương Argentina, cũng làm việc tại Chile và Mexico năm 1988. Năm 1993, cô đóng vai chính trong video âm nhạc của bài hát "Suave" với Luis Miguel. Cô bắt đầu sự nghiệp truyền hình vào năm 1994 với tư cách là một nữ diễn viên trong Son de diez, và vào năm 1996, cô đã xuất hiện trên Mi familia es un dibujo và Montaña rusa.
Cùng với Raúl Portal, Fabbiani đã dẫn chương trình giải trí Perdona nuestros pecados (PNP), được phát sóng từ 1997 đến 1998 bởi Kênh 13 và từ 1999 đến 2001 bởi Telefe.
Năm 2000, cô dẫn chương trình radio Panic Attack, cùng với Mex Urtizberea và Maju Lozano trên FM Supernova từ 1:00 đến 3:00 chiều.
Năm 2000 và 2001, cô viết và đóng vai chính trong một vở kịch tên là Cenicienta. La historia continúa, một vở nhạc kịch thiếu nhi do Lino Patalano sản xuất và Cổng thông tin Gastón.
Năm 2002, Kênh 13 để cô dẫn dắt một chương trình tạp kỹ nhắm đến đối tượng nữ và trẻ em, Mariana de casa. Trong chương trình đó, cô cũng hát và phát hành một album gồm các bài hát của mình. Năm đó, chương trình cũng được trình bày trên sân khấu như một vở kịch dành cho trẻ em, với Mariana là nhân vật chính và những con rối của chương trình như một phần của dàn diễn viên.
Năm 2004, cô đạo diễn El ojo cítrico (một chương trình tương tự PNP) với Luis Rubio (tác giả và người thực hiện nhân vật Éber Ludueña) trên Kênh 13, được sản xuất bởi Gastón Portal. Năm đó cô cũng xuất hiện trên telenovela Los pensionados trên cùng một kênh.
Năm 2005, América TV đã thuê cô ấy để dẫn chương trình El resumen de los medios (RSM), được Gastón Portal sản xuất.
Năm 2006, Telefe cho cô đóng vai chính đầu tiên trong một bộ truyện viễn tưởng và tổ chức nhiều chương trình truyền hình khác nhau.
Năm 2013, Fabbiani trở lại truyền hình, nhưng lần này là trên Kênh 13, với tư cách là người dẫn chương trình El artista del año. Sau khi kết thúc với El artista del año, cô bắt đầu một chương trình chính trị để thay thế Dale la tarde (es), được gọi là El diario de Mariana, được phát vào buổi tối trên Kênh 13.